# Sailor Moon SuperS The movie
Pretty Soldier Sailor Moon SuperS The Movie (劇場版 美少女戦士セーラームーンＳ Gekijouhan Bishoujo Senshi Sailor Moon SuperS?, llamada en Latinoamérica: "Sailor Moon SuperS: El Milagro del Agujero Negro de los Sueños". En inglés se conoce como: "Sailor Moon SuperS the Movie: Black Dream Hole") es el nombre de la tercera y última película de la serie Sailor Moon. Escrita por Yōji Enokido y dirigida por Hiroki Shibata, fue estrenada en Japón el 21 de diciembre de 1995; y más tarde, el 19 de mayo de 2000, en los Estados Unidos.
Su nombre completo en el japonés original es "Pretty Soldier Sailor Moon SuperS: ¡Las nueve Sailor Scouts se reúnen! El milagro del agujero negro de los sueños" (美少女戦士セーラームーンSuperS セーラー9戦士集結！ブラック・ドリーム・ホールの奇跡 Bishōjo Senshi Sērā Mūn Sūpāzu: Sērā Kyū Senshi Shūketsu! Burakku Dorīmu Hōru no Kiseki?). La empresa Geneon, encargada de la edición con subtítulos en inglés, simplificó el título para adaptarlo al mercado norteamericano. Con esta película se incluye un especial de 15 minutos dedicado a Ami Mizuno llamado, Ami-chan no Hatsukoi (el primer amor de Ami-chan).

## Argumento
Los niños de la ciudad de Tokio están desapareciendo y Super Sailor Moon y sus amigas descubren que unos elfos de los sueños son los responsables. Durante la noche, ellos hechizan a los pequeños al son de una flauta para que les sigan y luego llevárselos en un barco flotante, por órdenes de la malvada bruja Vadyanne. Sin embargo, una vez que la futura hija de Super Sailor Moon y Tuxedo Mask, Super Sailor Chibi Moon también es secuestrada, uno de los elfos llamado Peruru se arrepiente y decide oponerse a los planes de Vadyanne, ayudando a Super Sailor Moon y a los suyos a rescatarla junto con los demás niños raptados.

## Personajes en la trama

### Peruru
Peruru (ペルル Perle?, llamado "Pireru" en el doblaje al inglés) es un elfo de los sueños que tiene el aspecto de un niño de la misma edad que Chibiusa. Al visitar la ciudad de Tokio se tropieza con ésta, quien descubre su naturaleza mágica, y ambos se hacen grandes amigos. Peruru se preocupa mucho por la felicidad de los niños. Si bien al principio cumple las órdenes de Vadyanne, pronto se arrepiente y se da cuenta de que ella sólo ha estado engañándolos a él y a los suyos. Cuando Chibiusa es secuestrada, él decide ir en contra de los demás elfos para ayudar a Super Sailor Moon y las Super Sailor Senshi a rescatarla.

### Púpura
Púpura (ププラン Poupelin?, llamado "Pupulan" en el doblaje al inglés) es otro elfo de los sueños y el hermano mayor de Peruru, que obedece las órdenes de Vadyanne. Él controla con la melodía de su flauta a los niños de todo el mundo. Púpura cree que Vadyanne hará felices a los niños al alejarlos de las penurias del mundo humano, para mantenerlos adormecidos en un estado de ensueño permanente.  Una vez que Super Sailor Moon y sus amigas llegan para evitarlo, Púpura y su compañero luchan contra ellas y le reprochan a Peruru su traición a Vadyanne.

### Vadyanne
La señora Vadyanne (女王バヂヤーヌ Reina Badiane?, llamada "Queen Badiyanu" en el doblaje al inglés), es una hechicera malévola y poderosa, creadora del agujero de los sueños. Aunque engaña a los elfos, y les hace creer que el propósito del agujero es para el bien de los niños, su verdadero objetivo es absorber la energía de los niños dormidos para así aumentar su propio poder.

## Reparto
| Personaje                              | Nombre original                            | Actor de Voz (Japón) | Actor de Voz (Hispanoamérica) |
| -------------------------------------- | ------------------------------------------ | -------------------- | ----------------------------- |
| Serena Tsukino / Super Sailor Moon     | Usagi Tsukino / Super Sailor Moon          | Kotono Mitsuishi     | Patricia Acevedo              |
| Amy Mizuno / Super Sailor Mercury      | Ami Mizuno / Super Sailor Mercury          | Aya Hisakawa         | Rossy Aguirre                 |
| Rei Hino / Super Sailor Mars           | Rei Hino / Super Sailor Mars               | Michie Tomizawa      | Mónica Manjarrez              |
| Lita Kino / Super Sailor Jupiter       | Makoto Kino/ Super Sailor Jupiter          | Emi Shinohara        | Araceli de León               |
| Mina Aino / Super Sailor Venus         | Minako Aino/ Super Sailor Venus            | Rika Fukami          | Maria Fernanda Morales        |
| Darien Chiba / Tuxedo Mask             | Mamoru Chiba / Tuxedo Mask                 | Tohru Furuya         | Gerardo Reyero                |
| Rini Tsukino / Super Sailor Chibi-Moon | Chibiusa Tsukino / Super Sailor Chibi-Moon | Kae Araki            | Vanessa Garcel                |
| Haruka Tenoh / Super Sailor Uranus     | Haruka Ten'ō / Super Sailor Uranus         | Megumi Ogata         | Belinda Martínez              |
| Michiru Kaioh / Super Sailor Neptune   | Michiru Kaiō / Super Sailor Neptune        | Masako Katsuki       | Irma Carmona                  |
| Setsuna Meioh / Super Sailor Plut      | Setsuna Meiō / Super Sailor Plut           | Chiyoko Kawashima    | Anabel Méndez                 |
| Luna                                   | Luna                                       | Keiko Han            | Rocío Garcel                  |
| Artemís                                | Artemis                                    | Yasuhiro Takato      | Salvador Delgado              |
| Diana                                  | Diana                                      | Kumiko Nishihara     | Cony Madera                   |
| Peruru                                 | Perle                                      | Chika Sakamoto       | Irwin Daayán                  |
| Púrpura                                | Poupelin                                   | Nobuo Tobita         | Luis Daniel Ramírez           |
| Señora Vadiyanu                        | Lady Vadyanne                              | Rihoko Yoshida       | Liza Willert                  |
| Flautista                              | Flautín                                    | Desconocido          | Ernesto Lezama                |

## Controversia
- En la trama hacen aparición, de forma inexplicable, Sailor Neptune, Sailor Uranus y Sailor Pluto; tres personajes que no tuvieron participación en la cuarta temporada de la serie, Sailor Moon SuperS, en la que la cinta fue basada. Por el contrario, en la serie animada, Uranus y Neptune sólo aparecen en el segundo Especial, como parte de una historia alterna, separada de la original; mientras que Sailor Pluto había desaparecido ya a finales de la temporada previa, Sailor Moon S, y las circunstancias de su regreso no son especificadas.
- Peruru tiene un gran parecido físico con Helios, demostrando además un gran afecto sentimental hacia Chibiusa, al igual que ella, Chibiusa y Perle se enamoran al final de la película.
- La escenografía del hogar de Vadyanne tiene un parecido con el Circo de las Amazonas, el cual forma parte de la misma temporada sobre la que se basó esta película.